# Richard Trinidad
Richard Fabián Trinidad Díaz Méndez (* 8. Januar 1978) ist ein uruguayischer Fußballschiedsrichterassistent.
Trinidad leitet Spiele in der uruguayischen Primera División sowie in der Copa Sudamericana und Copa Libertadores. Seit 2014 steht er als Schiedsrichterassistent auf der Liste der FIFA-Schiedsrichter und leitet internationale Fußballpartien.
Trinidad war unter anderem bei der U-20-Weltmeisterschaft 2015 in Neuseeland (als Assistent von Daniel Fedorczuk), bei der Copa América Centenario 2016 in den Vereinigten Staaten, bei der U-20-Weltmeisterschaft 2019 in Polen (als Assistent von Leodán González), bei der Copa América 2019 in Brasilien, bei der Klub-Weltmeisterschaft 2020 in Katar (als Assistent von Esteban Ostojich) und beim olympischen Fußballturnier 2020 in Tokio (als Assistent von Leodán González) im Einsatz.